# ویکتور بنرجی
ویکتور بنرجی (انگلیسی: Victor Banerjee؛ زادهٔ ۱۵ اکتبر ۱۹۴۶) هنرپیشهٔ اهل هند است.
از فیلم‌ها یا برنامه‌های تلویزیونی که وی در آن نقش داشته است می‌توان به ماه تلخ، گذرگاهی به هند، مسابقه زندگی، سرکار راج، بستگان، روح، ولگرد، خانه و جهان، برادرم... نیکل اشاره کرد.

## تحصیلات
بنرجی در مدرسه خیابان ادموند ، شیلونگ شرکت کرد. فارغ التحصیل ادبیات انگلیسی از کالج سنت خاویر ، کلکته است. و تحصیلات تکمیلی را در ادبیات تطبیقی در دانشگاه جواد پور انجام داد.
وی بورسیه تحصیلی را به کالج ترینیتی در دوبلین ، که از طریق برادران مسیحی ایرلند ، پیشنهاد کرده بود ، وی را به عنوان یک اهرم عملی معرفی کنند ، رد کرد. او رهبر پیشکسوت در گروه موسیقی گروه موسیقی اپرای کالکوتا لایت با آهنگ The Desert Song بود و در اولین ساخت موسیقی موسیقایی تئاتر بمبئی تئاتر با نام Godspell ، عیسی را بازی کرد.
او یک دختر دارد که یک سرپرست VFX است

## شغل
در سال 1984 ، بانرجی دکتر فیلم عزیز احمد را در فیلم "گذر به هند" به نام دیوید لاین به تصویر کشید و او را مورد توجه مخاطبان غربی قرار داد. [2] او در سال 1986 برای دریافت این جایزه برای یک جایزه BAFTA نامزد شد و برنده جایزه فیلم انگلیسی Evening Standard Standard و جایزه NBR (National Board Review، USA) شد. در آوریل 1985 ، در یک رویداد ویژه در لوئیزیانا که در آن از جان تراولتا و لورتا سوئیت نیز تجلیل شد ، بانرجی "جایزه نمایش-راما" را از انجمن تصاویر متحرک آمریکا با عنوان "ستاره جدید بین المللی" دریافت کرد.
وی در بازی های Merchant Ivory Productions Hullabaloo Over George's و Bonnie's Pictures ، Satatajit Ray's Shatranj Ke Khilari و Ghare Baire و Mahaprithivi از Mrinal Sen بازی کرد. در مورد مجموعه بازی های Gunday با بازی Priyanka Chopra ، آقای Banerjee گفته است که او احساس می کند "همه کارها یک چالش و در نتیجه سرگرم کننده است". [3]
اگرچه در سالهای اخیر با بالیوود درگیر بوده است ، بانرژ در درجه اول وابسته به صنعت فیلم بنگالی است. او همچنین گاه به گاه در سینمای انگلیس نقش های شخصیتی بازی می کند.
او همچنین در نقش تحسین برانگیز "عیسی" در تولید 1988 بازیهای York Mystery Plays ، توسط کارگردان استیون پیموت ، بازیگر شد.
بانرجی تنها شخصی در هند است که در سه دسته جایزه ملی را به دست آورده است: به عنوان یک فیلمبردار ، برای فیلم مستند خود Where No Journeys End (که با رقابت با 3100 ورودی از 27 کشور جهان ، در فیلم بین المللی هوستون نیز موفق به دریافت جایزه طلا شد. جشنواره)؛ به عنوان یک کارگردان ، برای مستند خود "شکوه و عظمت Garhwal و Roopkund"؛ و به عنوان یک بازیگر (بهترین بازیگر نقش مکمل) برای کار خود در Ghare Baire Satyajit Ray بازی کرد.

## تولد
بنرجی در خانواده ی زمین بنگالی از نسل راجا بهادر چانچال و راجای اوتارپا به دنیا امد